# Dravce
Dravce (węg. Szepesdaróc, niem. Drauz) – wieś i gmina (obec) na Słowacji w powiecie Lewocza w kraju preszowskim. W 2011 roku zamieszkiwały ją 772 osoby.

## Geografia
Centrum wsi leży na wysokości 650 m n.p.m. Gmina zajmuje powierzchnię 13,035 km².

## Historia
Pierwsze wzmianki o wsi, określanej wówczas jako villa Draucariorum, pochodzą z 1263 roku. Nazwa "Dravce" (słow. drapieżniki) miała pochodzić stąd, że jej mieszkańcy byli zobowiązani dostarczać na dwór królewski ułożone do polowań drapieżne ptaki (sokoły, jastrzębie i in.). Następnie była wspominana jako Drauch (1264), Daracio (1277), Daroucz (1378), Dravecz (1520) i Drawcze (1773).
W roku 1282 król Władysław IV darovał wieś Görgeyom. Przypuszcza się, że ci w 1286 r. przekazali ją templariuszom. Po nich wkrótce przybyli tu antonianie, którzy w 1288 r. założyli tu klasztor ze szpitalem (xenodochium - zapewne pierwszym na terenie dzisiejszej Słowacji), przytułkiem i domem noclegowym dla podróżnych. Po zaniknięciu klasztoru w 1555 r. wieś przejął Melchior Tluk, którego potomkowie przyjęli nazwisko Dravecký. W roku 1787 wieś liczyła 54 gospodarstwa i 491 mieszkańców, a w roku 1828 70 domów i 500 mieszkańców, którzy zajmowali się głównie rolnictwem. W latach międzywojennych wielu z nich było robotnikami rolnymi w sąsiednim majątku Okolicsanyich. Część pracowała w zakładach przemysłowych niedalekich miast: Świcie, Kieżmarku, Lewoczy i Popradzie. Większość ludności była słowacka. W 1919 r. mieszkało tu również 16 Żydów i jeden Cygan – kowal Hamburger, którego – jako niezbędnego rzemieślnika - sprowadzono w tym roku do wsi.

## Zabytki

### Kościół rzymskokatolickiśw. Elżbiety Węgierskiej
- Historia

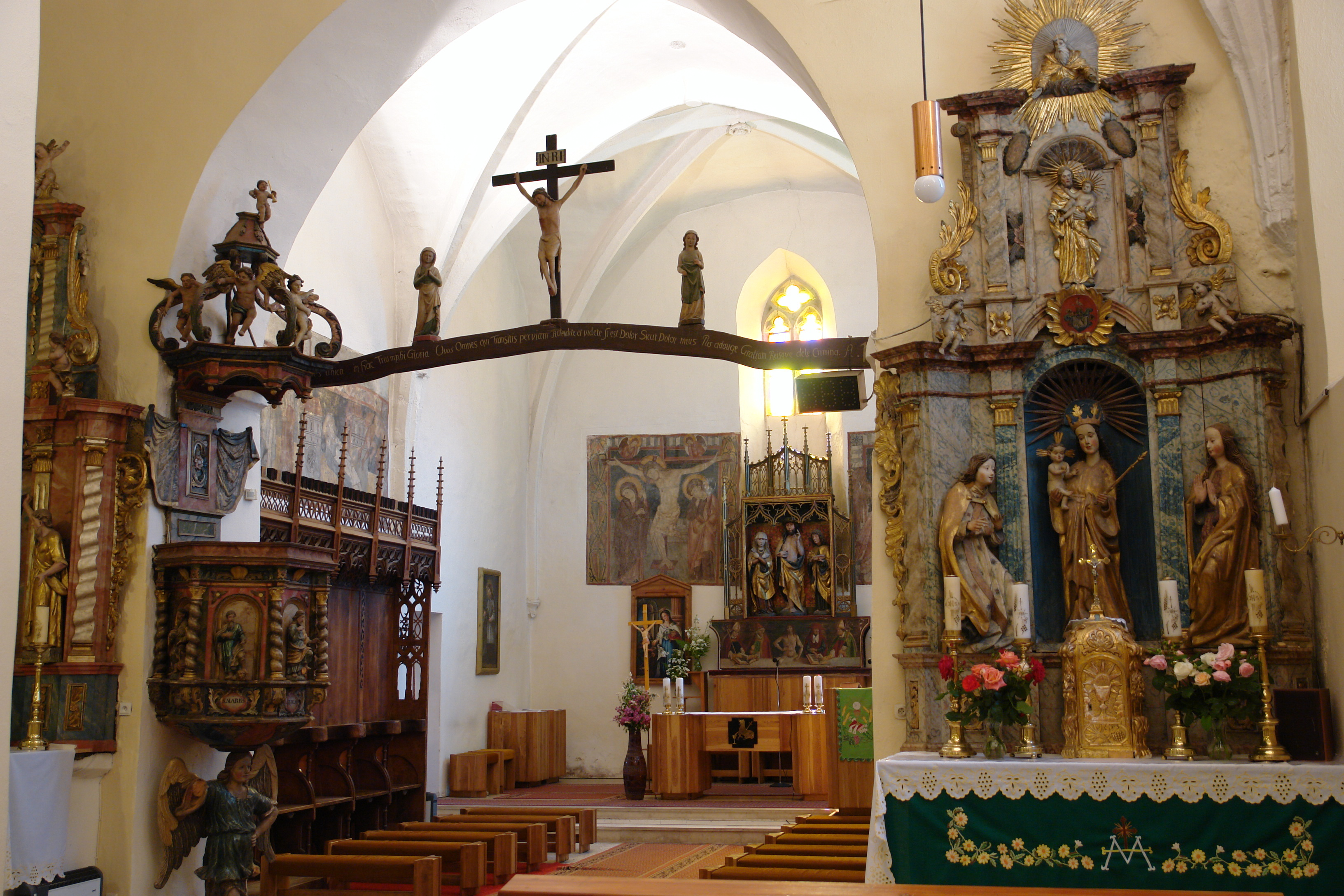
Wnętrze kościoła św. Elżbiety

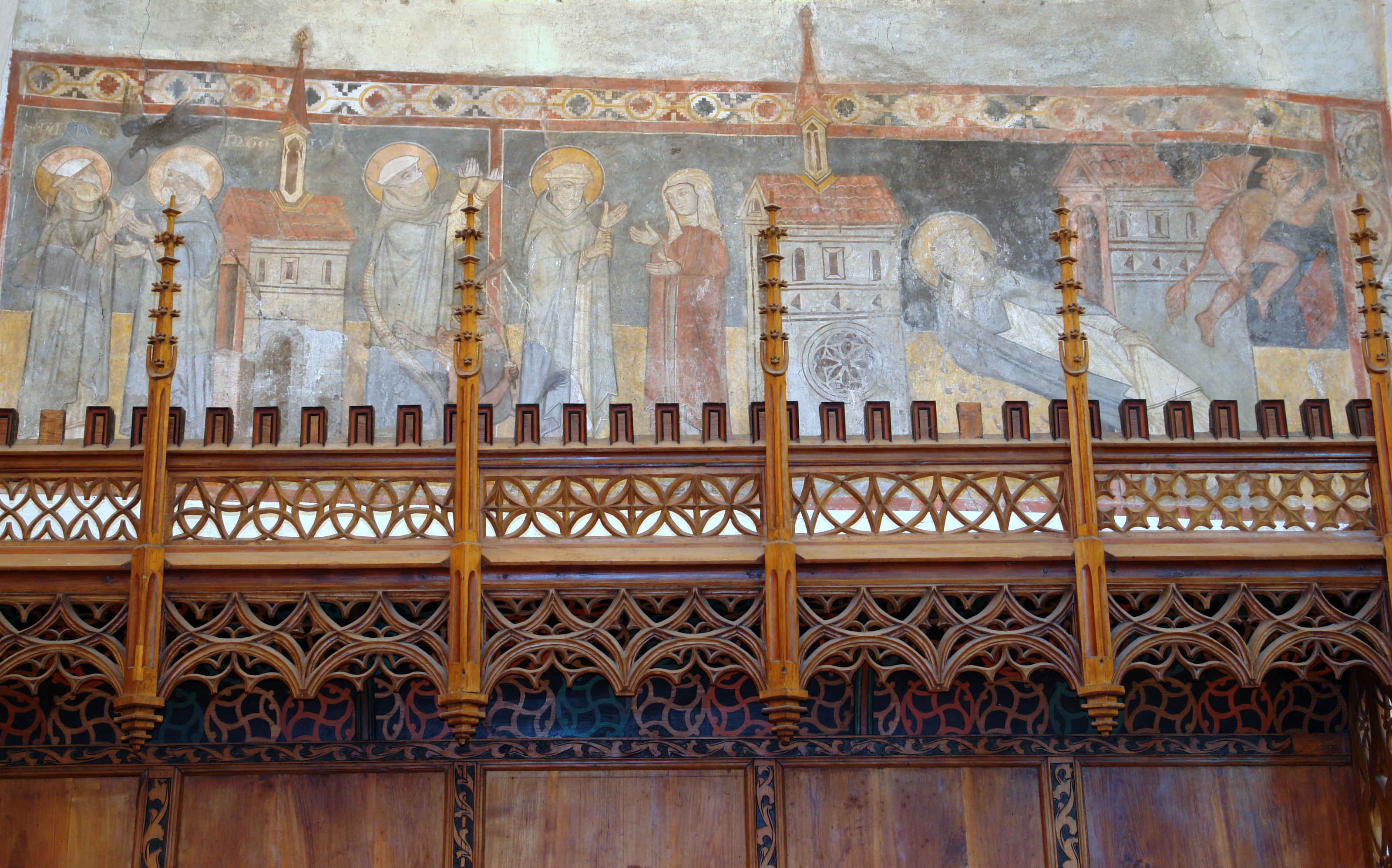
Fragment polichromii

Kościół powstał jako świątynia klasztorna zakonu szpitalnego św. Antoniego Pustelnika około 1300 roku. W XV w. został powiększony, z tego okresu pochodzi obecne sklepienie nawy. Do kościoła od północy dostawione były budynki klasztorne oraz zabudowania szpitala i przytułku, dziś już nieistniejące. W 1535 roku klasztor antonitów rozwiązano. W XVIII wieku została dobudowana północna zakrystia. W XIX wieku zlikwidowano wieżę kościelną, zniszczoną przez pożar. Renowacja kościoła miała miejsce w roku 1956.
- Architektura i wyposażenie

Kościół jest gotycką, jednonawową budowlą o stosunkowo długim, nieco węższym od nawy, prostopadle zamkniętym prezbiterium. Nawa (trójprzęsłowa) i prezbiterium (dwuprzęsłowe) nakryte są osobnymi dachami, nawa dwuspadowym, prezbiterium trójspadowym. Całość opięta od zewnątrz masywnymi przyporami. Po rozebraniu dostawionej pierwotnie od zachodu wieży część jej murów wykorzystano do utworzenia dwóch nietypowych, masywnych szkarp przy ścianie frontowej. Krótko po zakończeniu budowy, wnętrze kościoła zostało ozdobione polichromiami. Średniowieczne freski z XIII-XIV i połowy XV w., pokrywające wnętrze kościoła zostały odkryte w 1928 roku i odnowione w 1930 roku. Przedstawiają one legendę św. Antoniego Pustelnika oraz sceny Ukrzyżowania i Zmartwychwstania. Łączą one bizantyjskie motywy ze stylem włoskim i gotyckim i należą do najcenniejszych na Słowacji. Gotycki główny ołtarz z ok. połowy XV w., niekompletny, znajduje się dziś w zbiorach Muzeum Sztuk Pięknych w Budapeszcie. Rzeźby na belce tęczowej i w części bocznych ołtarzy gotyckie, z ok. połowy XV w., miejscowego pochodzenia, poza tym wyposażenie w większości barokowe.

### Średniowieczny most

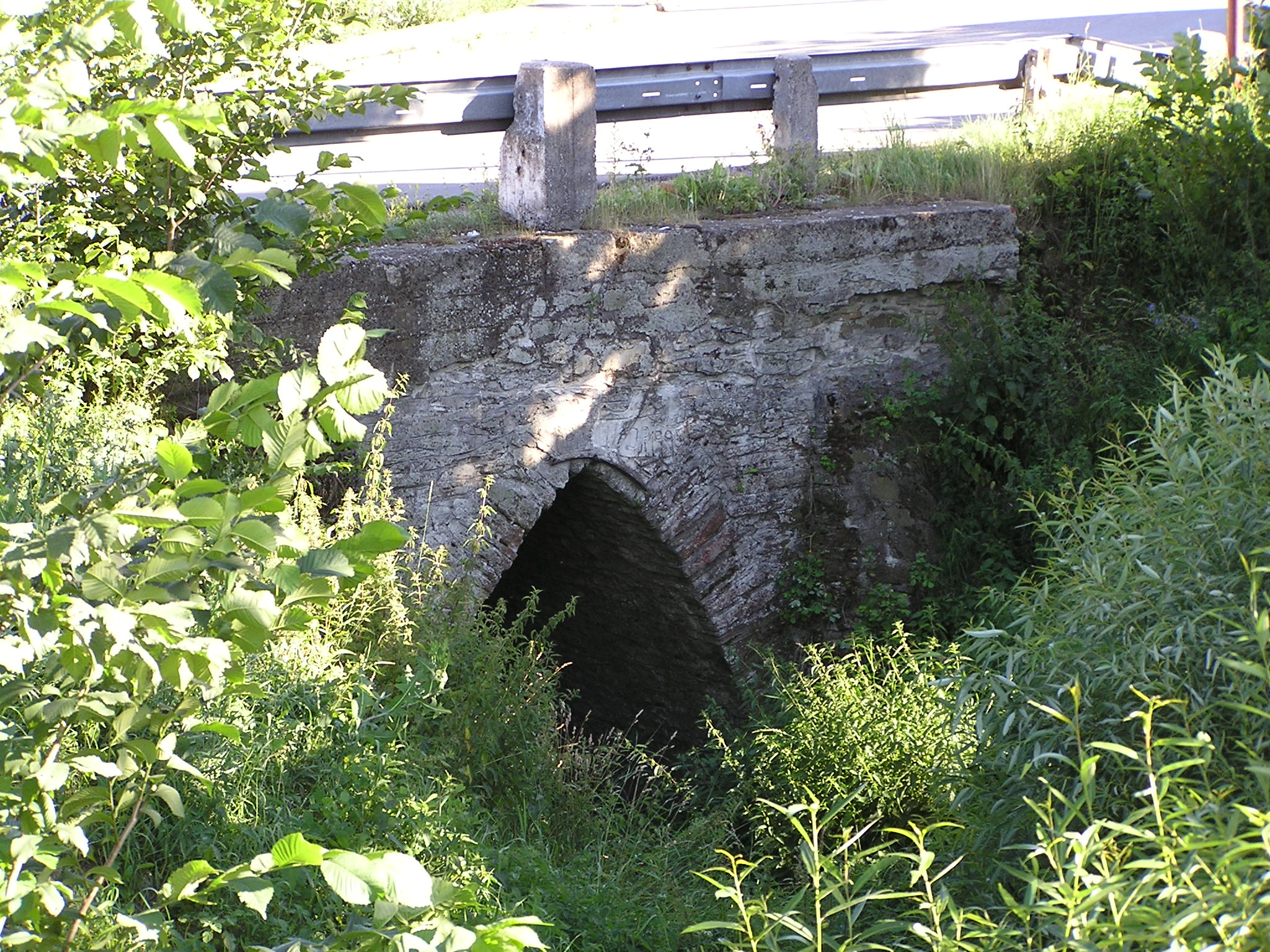
Gotycki most

Na starej drodze, łączącej Spiską Sobotę z Lewoczą, znajduje się gotycki, kamienny, jednoprzęsłowy most, pochodzący zapewne jeszcze z końca XIII w. Jest to prawdopodobnie najstarszy zachowany most na terenie Słowacji. Pierwotny stan reprezentuje obecnie jedynie połowa mostu z jego zachodnim portalem – druga połowa została w przeszłości bezmyślnie zabetonowana.